# Rødkærsbro Station
Rødkærsbro Station er en dansk jernbanestation i stationsbyen Rødkærsbro i Midtjylland.
Stationen ligger på jernbanestrækningen Langå–Struer og åbnede i 1863, da etapen fra Langå til Viborg af Langå-Struer-banen blev indviet. Fra 1912 til 1968 var stationen også den nordlige endestation for Silkeborg-Kjellerup-Rødkjærsbro Jernbane.

## Historie
Stationen blev oprettet på Langå-Viborg Jernbane, der blev indviet 21. juli 1863. Den nuværende stationsbygning blev opført i 1911 inden åbningen af Rødkjærsbro-Kjellerup Banen i 1912. Den blev i 1924 forlænget til Silkeborg og skiftede navn til Silkeborg-Kjellerup-Rødkjærsbro Jernbane. Stationen havde drejeskive og etsporet remise, da den var endestation for privatbanen.
Kjellerupbanen blev nedlagt i 1968. Det har været på tale at rive stationsbygningen ned, men den er stadig beboet foroven og under renovering i stueetagen.